# Pierre Satre
Pierre Henri Satre, né le 4 mai 1909 à Grenoble (Isère), et mort le 12 juillet 1980 à Saint-Germain-en-Laye (Yvelines), est un ingénieur français du domaine aéronautique, concepteur de l’avion de ligne Sud-Aviation SE 210 Caravelle.

## Biographie
Sorti de l'école Polytechnique en 1931 et de Sup'Aéro en 1934, Pierre Satre débute au CEMA (futur Centre d'essais en vol) puis au Service Technique Aéronautique jusqu'en mars 1941. Entré à la Société nationale des constructions aéronautiques du Sud-Est, il étudie avec Robert Castello des projets de développement du Dewoitine D.520 (le 582) puis d'un planeur biplace côte à côte. A la Libération, il réalise l'étude d'un chasseur embarqué dont les trois prototypes ne purent voler faute de livraison des moteurs prévus. On lui doit également  les avions de liaison 2300/2310 avant le premier grand programme du quadrimoteur long courrier SNCASE SE.2010 Armagnac. Avec le chasseur SE-2415 Grognard, il innove en superposant les deux réacteurs Hispano-Suiza 'Nene' 101. Il développe l'aile delta pour l'intercepteur Durandal qui ne sera pas construit en série.
Son œuvre majeure, avec André Vautier, sera la Caravelle avec ses réacteurs accolés au fuselage, qui effectue son premier vol le 27 mai 1955.

## Distinctions
Commandeur de la Légion d'honneur
- En 1960, l'Association des journalistes professionnels de l'aéronautique et de l'espace (AJPAE) lui décerne le prix Icare.
- En 1965, le Prix du Centenaire du Crédit Lyonnais décerné par l'Académie des Sciences[2].